# Liste der Kulturdenkmale in Martinroda
Die Liste der Kulturdenkmale in Martinroda enthält die Kulturdenkmale auf dem Gebiet der Gemeinde Martinroda im thüringischen Ilm-Kreis und ihres Ortsteils Angelroda (Stand: September 2020). Die folgenden Angaben ersetzen nicht die rechtsverbindliche Auskunft der Denkmalschutzbehörde.

## Legende
- Bild: zeigt ein Bild des Kulturdenkmals und gegebenenfalls einen Link zu weiteren Fotos des Kulturdenkmals im Medienarchiv Wikimedia Commons
- Bezeichnung: Name, Bezeichnung oder die Art des Kulturdenkmals
- Lage: Wenn vorhanden Straßenname und Hausnummer des Kulturdenkmals; Grundsortierung der Liste erfolgt nach dieser Adresse. Der Link Karte führt zu verschiedenen Kartendarstellungen und nennt die Koordinaten des Kulturdenkmals.
 Kartenansicht, um Koordinaten zu setzen – in dieser Kartenansicht sind Kulturdenkmale ohne Koordinaten mit einem roten bzw. orangen Marker dargestellt und können in der Karte gesetzt werden. Kulturdenkmale ohne Bild sind mit einem blauen bzw. roten Marker gekennzeichnet, Kulturdenkmale mit Bild mit einem grünen bzw. orangen Marker.
- Datierung: gibt das Jahr der Fertigstellung beziehungsweise das Datum der Erstnennung oder den Zeitraum der Errichtung an
- Beschreibung: bauliche und geschichtliche Einzelheiten des Kulturdenkmals, vorzugsweise die Denkmaleigenschaften
- ID: Die ID identifiziert das Kulturdenkmal eindeutig. In Thüringen sind aktuell keine IDs veröffentlicht. In der ID-Spalte kann sich auch folgendes Icon  befinden, dies führt zu Angaben zu diesem Kulturdenkmal bei Wikidata.

## Martinroda
| Bild                                    | Bezeichnung               | Lage                           | Datierung | Beschreibung | ID |
| --------------------------------------- | ------------------------- | ------------------------------ | --------- | ------------ | -- |
| weitere Bilder Fotos hochladen          | Bahnhof                   | nordwestlich des Ortes (Karte) |           |              |    |
| weitere Bilder Fotos hochladen          | Portal                    | Arnstädter Straße 12 (Karte)   |           |              |    |
| weitere Bilder Fotos hochladen          | Wohnhaus                  | Arnstädter Straße 2 (Karte)    |           |              |    |
| weitere Bilder Fotos hochladen          | Wohnhaus                  | Arnstädter Straße 3 (Karte)    |           |              |    |
| weitere Bilder Fotos hochladen          | Wohnhaus                  | Arnstädter Straße 4 (Karte)    |           |              |    |
| BW                                      | Wohnhaus                  | Arnstädter Straße 5 (Karte)    |           |              |    |
| BW                                      | Wohnhaus                  | Elgersburger Straße 1 (Karte)  |           |              |    |
| BW                                      | Wohnhaus und Scheune      | Elgersburger Straße 2 (Karte)  |           |              |    |
| BW                                      | Wohnhaus                  | Elgersburger Straße 3 (Karte)  |           |              |    |
| weitere Bilder Fotos hochladen          | Gehöft                    | Elgersburger Straße 6 (Karte)  |           |              |    |
| Direkt Bild zu diesem Denkmal hochladen | Brunnen am Kirchhof       | Kirchberg                      |           |              |    |
| BW                                      | Pfarrhaus & Nebengebäude  | Kirchberg 6 (Karte)            |           |              |    |
| weitere Bilder Fotos hochladen          | Kirche                    | Kirchberg 8 (Karte)            |           |              |    |
| Fotos hochladen                         | Rathaus & Erweiterungsbau | Marienstraße 2 (Karte)         |           |              |    |
| Direkt Bild zu diesem Denkmal hochladen | Stollenmundloch           | Stollenstraße                  |           |              |    |
| BW                                      | Wohnhaus                  | Waldstraße 30 (Karte)          |           |              |    |

## Angelroda
| Bild                           | Bezeichnung                                                    | Lage                                         | Datierung | Beschreibung | ID |
| ------------------------------ | -------------------------------------------------------------- | -------------------------------------------- | --------- | ------------ | -- |
| weitere Bilder Fotos hochladen | Eisenbahnviadukt                                               | westlich des Ortes (Karte)                   |           |              |    |
| BW                             | Wohnhaus                                                       | Bergstraße 80 (7) (Karte)                    |           |              |    |
| BW                             | Felsenkeller                                                   | Bergstraße 97 (24) (Karte)                   |           |              |    |
| weitere Bilder Fotos hochladen | Kirche & Ausstattung                                           | Hauptstraße (Karte)                          |           |              |    |
| BW                             | Mühlengehöft                                                   | Hauptstraße 22 (49) (Karte)                  |           |              |    |
| BW                             | Pfarrhaus                                                      | Hauptstraße 32 (Karte)                       |           |              |    |
| BW                             | Gutshof & Kirche & Friedhof & Kapelle & Pfarrei & Schulgebäude | Hauptstraße 32, 36, 37, 41, 41c, 41d (Karte) |           |              |    |
| BW                             | Wohnhaus                                                       | Hauptstraße 33 & 34 (42 & 44) (Karte)        |           |              |    |
| BW                             | Wohnhaus                                                       | Hauptstraße 51 (15) (Karte)                  |           |              |    |
| BW                             | Gehöft                                                         | Hauptstraße 6 (Karte)                        |           |              |    |